# مونتیچیاری
مونتیچیاری (به ایتالیایی: Montichiari) یک کومونه در ایتالیا است که در استان برشا واقع شده‌است.

## خصوصیات
مونتیچیاری ۸۱ کیلومترمربع مساحت و ۲۴٬۱۰۳ نفر جمعیت دارد و ۱۰۸ متر بالاتر از سطح دریا واقع شده‌است.

## خواهرخوانده
شهرهای جامبتولا و پسکارا خواهرخوانده‌های مونتیچیاری هستند.